# Mickie James
Mickie Laree James (Richmond (Virginia), 31 augustus 1979) is een Amerikaans professioneel worstelaars en country zanger, die als worstelaar actief is in de National Wrestling Alliance (NWA) en Impact Wrestling. Ze is tevens bekend van haar tijd bij de World Wrestling Entertainment (WWE). Tussen WWE en Impact is James een 10-voudig Women's World Champion, waarvan ze een 4-voudig Impact Knockouts World Champion, 5-voudig WWE Women's Champion en een voormalige WWE Divas Champion is.
James is het meest bekend geworden bij Total Nonstop Action Wrestling (TNA), dat nu bekend staat als Impact Wrestling en bij de World Wrestling Entertainment. Daarentegen heeft ze ook kort gewerkt voor de Amerikaanse worstelorganisaties Global Force Wrestling (GFW), National Wrestling Alliance (NWA), de Mexicaanse worstelorganisatie Lucha Libre AAA Worldwide en in het onafhankelijke worstelcircuit.
Bij WWE was ze o.a. de headliner bij het evenement WrestleMania 22 in een wedstrijd voor haar eerste WWE Women's Championship, die zij won van Trish Stratus. Tevens was ze in 2022 de headliner bij een van Impact Wrestling's grootste pay-per-view (PPV) evenement Hard To Kill, waar ze een wedstrijd had tegen Deonna Purrazzo om het Impact Knockouts World Championship. Tot slot won ze nog bij het evenement Night of Champions in 2009, het WWE Divas Championship van Maryse Ouellet.

## Professioneel worstelcarrière (1999-)

### Onafhankelijke circuit (1999-2003)
In de zomer van 1999, maakte James maakte haar professionele worsteldebuut als een manager voor KYDA Pro Wrestling, een worstelorganisatie in Manassas, Virginia, als Alexis Laree. Ze was een manager van verscheidene worstelaars zoals Steve Corino en Tommy Dreamer, maar raakte uiteindelijk zelf betrokken bij feuds met andere worstelaars en managers. Uiteindelijk koos James ervoor om zelf in de ring te stappen als worstelaar. Later trainde James op Funking Conservatory, een worstelschool dat gerund werd door Dory Funk Jr., om haar worstelcapaciteiten te verbeteren en te vergroten.

### Total Nonstop Action Wrestling (2003)
Terwijl James een jaar voor Ring of Honor worstelde, debuteerde James als Alexis Laree in Total Nonstop Action Wrestling (TNA) waar ze deelnam in een lingerie battle royal-wedstrijd. Op 26 maart 2003 vormde ze een duo met Amazing Red en ze werden in een vete betrokken met X Division Champion Kid Kash en Trinity. Later werd ze het eerste lid van The Gathering, een stable dat geleid werd door Raven die een vete had met NWA World Heavyweight Champion Jeff Jarrett. Uiteindelijk verliet ze het bedrijf.

### World Wrestling Entertainment (2003-2010)

#### Ohio Valley Wrestling (2003–2005)
Na twee jaar van opnames zendingen en telefoongesprekken, kreeg James een oefenwedstrijd tegen Dawn Marie en ze ondertekende een opleidingscontract met World Wrestling Entertainment (WWE). In augustus 2003 stuurde de WWE James naar Ohio Valley Wrestling (OVW), dat ook fungeerde als een opleidingscentrum van WWE, om te trainen. Ze gebruikte nog steeds haar ringnaam Alexis Laree en op 29 januari 2004 verscheen ze voor de eerste keer op de televisie. Doorheen het jaar 2004, worstelde James in verscheidene tag team wedstrijden. Op 30 oktober 2004 won ze de Halloween Costume Contest en op 12 november 2004 versloeg ze Jillian Hall in een $1,000 match.
Op 17 mei 2005 nam ze deel aan een toernooi voor het OVW Television Championship waar ze de eerste ronde won van Mike Mondo, maar in de volgende ronde verloor ze van Blaster Lashley. In oktober 2004 verscheen ze in OVW als Mickie James en op het einde van het jaar verloor ze haar wedstrijd van Shelly Martinez en Jillian Hall.

#### Trish Stratus's fan (2005–2006)

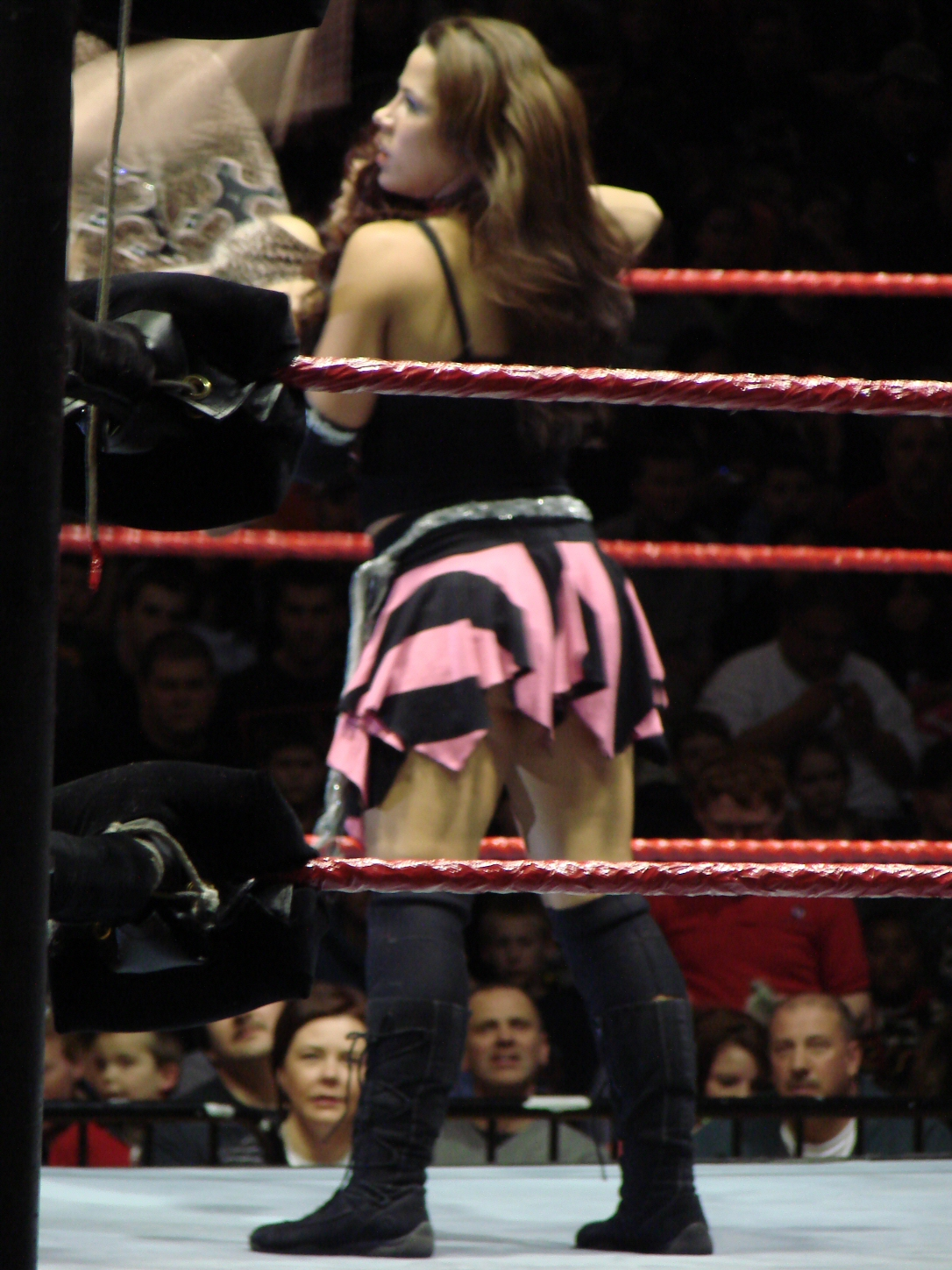
James op een Raw-live-evenement in maart 2007

In een aflevering van Raw op 10 oktober 2005, maakte James haar debuut in de WWE als Mickie James waar ze de rol had als een fan van WWE Women's Champion Trish Stratus. Als gevolg van een angle tussen hen, worstelden ze meermaals samen in tag team matchen en werd James uiteindelijk geobsedeerd aan Stratus. Op 12 december 2005 won James de 'number one contender' match van Victoria en ze zou opnemen tegen Stratus voor de titel op New Year's Revolution 2006. Als gevolg van een verhaallijn tussen Stratus en James, kreeg de verhaallijn een lesbisch tintje omdat James Stratus kuste. Op New Year's Revolution verloor James van Stratus en op Royal Rumble 2006 maakte ze haar liefde voor Stratus bekend. In maart 2006, wonnen James en Stratus van Candice Michelle en Victoria. Na de wedstrijd wou James Stratus kussen, maar dat ging niet door omdat Stratus James wegduwde en James viel Straus aan. Dit leidde tot een wedstrijd tussen hen op WrestleMania 22 waar James het WWE Women's Championship veroverde door Stratus te verslaan. Hun verhaallijn eindigde op Backlash 2006 waar Stratus, tijdens een herkansingswedstrijd, legitiem haar schouder blesseerde wanneer ze James uit de ring gooide.

#### Women's Champion (2006–2008)
Op 14 augustus 2006 moest James de titel afstaan aan Amy Dumas. Nadat het Women's Championship vacant werd gesteld, was James een van de deelnemers van een toernooi voor de vacante titel. In de kwalificatieronden won ze van Victoria en Melina, maar op Cyber Sunday 2006 verloor ze de toernooifinale van Lita die de titel veroverde. Dit leidde een vete tussen hen en op Survivor Series 2006 werd de vete beëindigd nadat James de retirement match won van Lita en ze veroverde voor de tweede keer het Women's Championship.

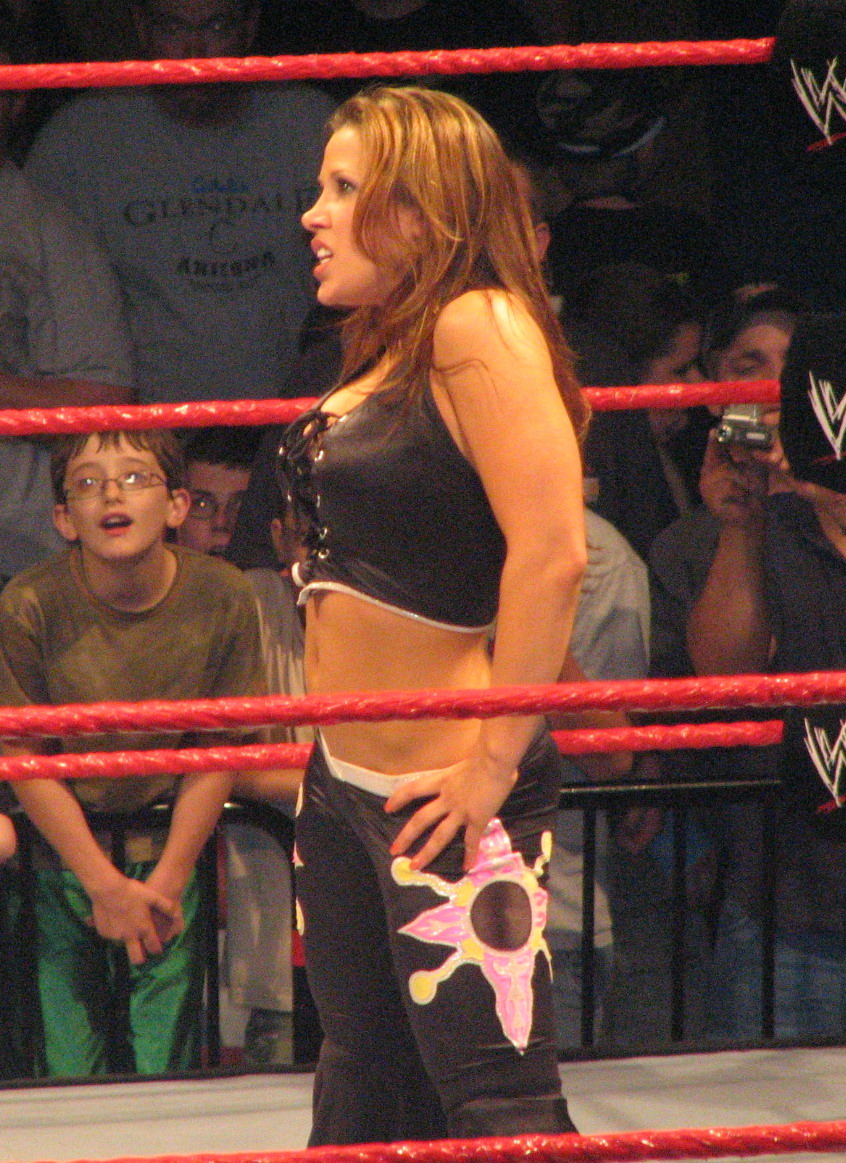
James in mei 2007

James begon een nieuwe vete met Melina en in februari 2007 moest James de titel afstaan aan Melina. In april 2007, tijdens een live -evenement, veroverde James voor de derde keer de titel nadat ze de Triple Threat match won van kampioen Melina en Victoria, maar ze telde Victoria uit en Jonathan Coachman herstart de wedstrijd, dat gewonnen werd door Melina die de titel heroverde van James. Dit zorgde ervoor dat James een record had waarbij de WWE James erkende als Women's Champion de kortste regeerperiode. In een aflevering van Raw op 14 april 2008, in Londen, veroverde ze voor de vierde keer de titel door Beth Phoenix te verslaan. Op SummerSlam 2008 vormde Women's Champion James een duo met Intercontinental Champion Kofi Kingston voor een Winner Take All tag team match tegen Phoenix en Santino Marella. James en Kingston moesten respectievelijk hun titel afstaan aan Phoenix en Marella die de wedstrijd wonnen.

#### Divas Champion en SmackDown (2009–2010)
Als gevolg van een verschijning in de 25-Diva battle royal op WrestleMania XXV, begon James een vete met Divas Champion Maryse en op 26 juli 2009, op Night of Champions, veroverde James de titel van Maryse. In een aflevering van Raw op 12 oktober 2009, moest James de titel afstaan aan Jillian Hall en na de show werd ze door Nancy O'Dell, die voor een dag gastvrouw was op Raw, naar SmackDown gestuurd. Op 23 oktober 2009 maakte James haar debuut op SmackDown en ze won de wedstrijd van Layla. Al snelde werd James in een vete betrokken met LayCool, een tag team bestaande uit Michelle McCool en Layla, omdat McCool en Layla haar "Piggy James" noemden. Dit leidde tot een titelwedstrijd tussen James en Women's Champion McCool op TLC: Tables, Ladders & Chairs 2009 waarbij James die verloor, maar op Royal Rumble 2010 veroverde James voor de vijfde keer het Women's Championship door McCool te verslaan. In een aflevering van SmackDown op 26 februari 2006 moest James de titel terug afstaan aan McCool die de hulp kreeg van special guest referee Vickie Guerrero.
Op 9 maart 2010 maakte WWE, via haar website, bekend dat James drie weken inactief nadat ze bij haar stafylokokkeninfectie werd vastgesteld. Op 22 maart 2010 maakte James haar rentree in de ring. In een aflevering van SmackDown op 23 april 2010 verloor James samen met oud rivaal Phoenix van LayCool en het was ook haar laatste wedstrijd in de WWE omdat haar contract op 22 april 2010 afliep.

### Terugkeer naar TNA Wrestling (2010-2013)

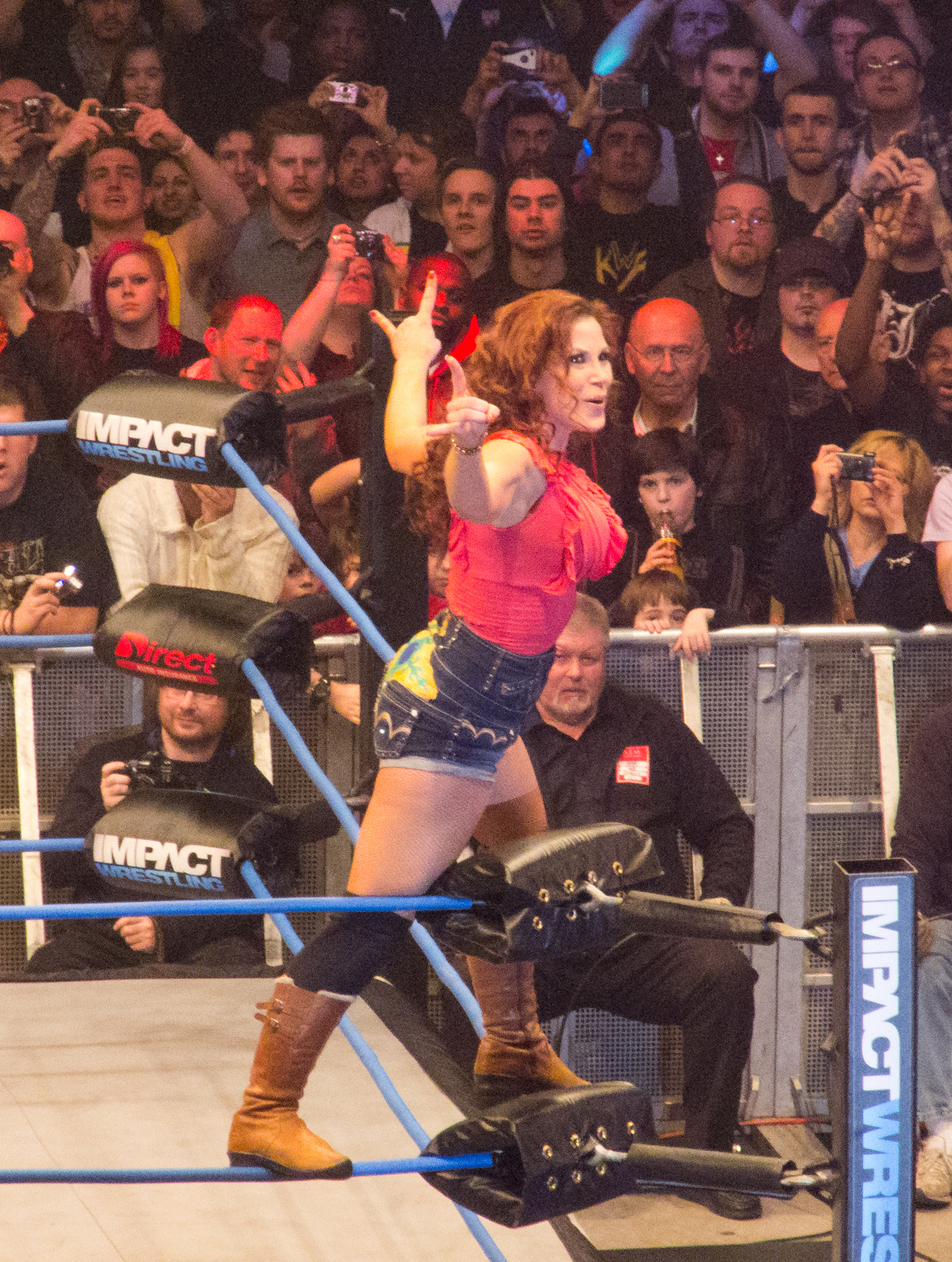
James in TNA, in 2012

Op 22 september 2010 werd er gerapporteerd dat James een contract tekende met TNA Wrestling en zou terugkeren naar de organisatie op 7 oktober 2010, in een aflevering van Impact!. Op die dag maakte James haar terugkeer en ze kondigde aan dat ze geboekt was als een special guest referee voor het TNA Women's Knockout Championship match tussen Angelina Love, Velvet Sky, Madison Rayne en Tara op Bound for Glory. Later begon James een vete met Women's Knockout Champion Rayne en op 17 april 2011, op Lockdown, veroverde James voor de eerste keer de titel van Rayne.
Op Hardcore Justice 2011 moest ze de titel afstaan aan Winter, maar in een aflevering van Impact Wrestling op 25 augustus 2011, heroverde James de titel van Winter. Op No Surrender 2011 moest James de titel weer afstaan aan Winter. Op 20 mei 2013 veroverde James voor de derde keer het Women's Knockout Championship door Velvet Sky te verslaan. Op 12 september 2013 moest ze de titel afstaan aan ODB. Vier dagen later verliet ze het bedrijf.

### Terugkeer WWE 2017 - heden
James keerde terug naar de WWE. In januari 2017 ze was te zien op de brand 'SmackDown'. Royal Rumble (2017) heeft James een match samen met Alexa Blis en Natalya tegen Becky Lynch, Nikki Bella en Naomi.

## Privé
Voordat ze beroemd werd bij de WWE, poseerde Mickie naakt voor de fotograaf R.B. Kane. Een set van deze expliciete foto's stond in de mei 2000 uitgave van Leg Show magazine . Op een bepaald moment werkte ze als serveerster in een restaurant, terwijl ze trainde als professionele worstelaar.
Op een bepaald moment was Mickie James in een verhouding met Joey Mercury. Mickie is onlangs gescheiden van Ken Doane van de Spirit Squad. Mickie speelt ook goed viool.

## In het worstelen
- Finishers
  - Mickie T (Jumping spike DDT)
  - Mick Kick (Spinning back kick tegen het hoofd, of roundhouse kick tegen het hoofd)
  - Mick Kick Combo
- Signature moves
  - Stratusfaction
- Worstelaars gemanaged
  - A.J. Styles
  - Chris Cage
  - CM Punk
  - Joey Matthews
  - Julio Dinero
  - Steve Corino
  - Tommy Dreamer
  - Trish Stratus
- Opkomstnummers
  - "Just a Girl" van No Doubt (OVW)
  - "Ice Breaker" van Dale Oliver[169] (TNA)
  - "Day Dreamin' Fazes" van Kottonmouth Kings (ROH)
  - "Obsession" van Jim Johnston (WWE)
  - "Hardcore Country" van Mickie James & Serg Salinas (TNA / AAA)

## Prestaties
- The Baltimore Sun
  - Woman of the Year (2010)
- Covey Promotions
  - Covey Pro Women's Championship (1 keer)[6]
  - Covey Pro Hall of Fame (2014)
- CyberSpace Wrestling Federation
  - CSWF Women's Championship (1 keer)[6]
- Dynamite Championship Wrestling
  - DCW Women's Championship (1 keer)[6]
- Florida Championship Wrestling
  - FCW Women's Championship (1 keer)

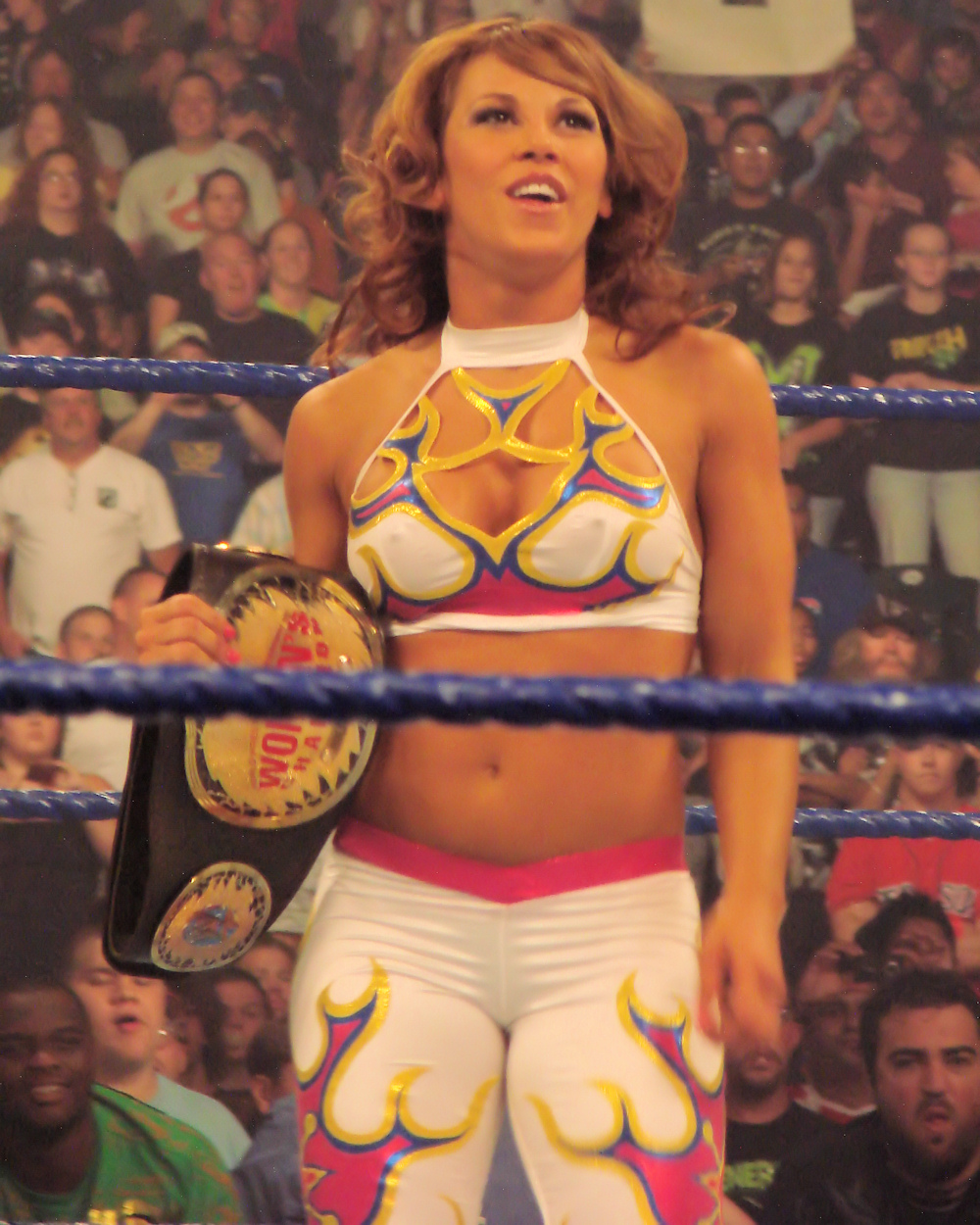
Mickie James als WWE Women's Champion in 2008

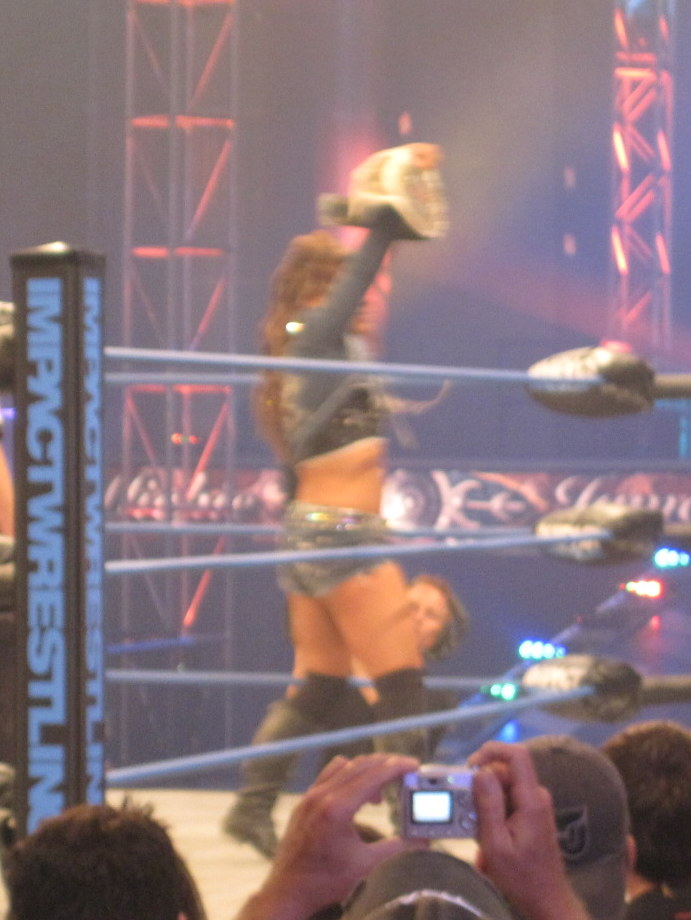
James is een 4-voudig TNA/Impact Knockouts World Champion

  - NAWF Indian Tribal Women's Championship (1 keer)
- Ground Xero Wrestling
  - GXW Women's Championship (1 keer)[7]
- Impact Championship Wrestling
  - ICW Super Juniors Championship (1 keer)[6]
- International Pro Wrestling: United Kingdom
  - IPW:UK Women's Championship (1 keer)[6]
- Maryland Championship Wrestling
  - MCW Women's Championship (1 keer)[6]
- Native American Music Awards
  - The Jim Thorpe Sports Award (2019)[8]
- Premier Wrestling Federation
  - PWF Universal Women's Championship (1 keer)[6]
- Pro Wrestling Illustrated
  - Woman of the Year (2006, 2009, 2011)[9]
  - Gerangschikt op nummer 1 van de top 50 vrouwelijke worstelaars in de PWI Female 50 in 2009[10]
- Southern Championship Wrestling
  - SCW Diva Championship (1 keer)[11]

- Total Nonstop Action/Impact Wrestling
  - TNA/Impact Knockouts World Championship (4 keer)[6]
  - TNA World Cup of Wrestling (2013) – met Christopher Daniels, James Storm, Kazarian en Kenny King
  - IMPACT Year End Awards (1 keer)
    - Knockouts Match of the Year (2021) vs. Deonna Purrazzo bij het evenement Bound for Glory[12]

- Ultimate Championship Wrestling
  - UCW Women's Championship (1 keer)
- Ultimate Wrestling Federation
  - UWF Women's Championship (2 keer)
- Wrestling Observer Newsletter
  - Most Disgusting Promotional Tactic (2009)
- World Wrestling Entertainment
  - WWE Women's Championship (5 keer)[6]
  - WWE Divas Championship (1 keer)[6]